# Necydalosaurus
Necydalosaurus is een kevergeslacht uit de familie van de boktorren (Cerambycidae). De wetenschappelijke naam van het geslacht werd voor het eerst geldig gepubliceerd in 1960 door Tippmann.

## Soorten
Necydalosaurus omvat de volgende soorten:
- Necydalosaurus durantoni Touroult & Tavakilian, 2008
- Necydalosaurus ichneumonides Touroult & Tavakilian, 2008
- Necydalosaurus mysticus Tippmann, 1960